# Chemin de fer Salekhard-Igarka

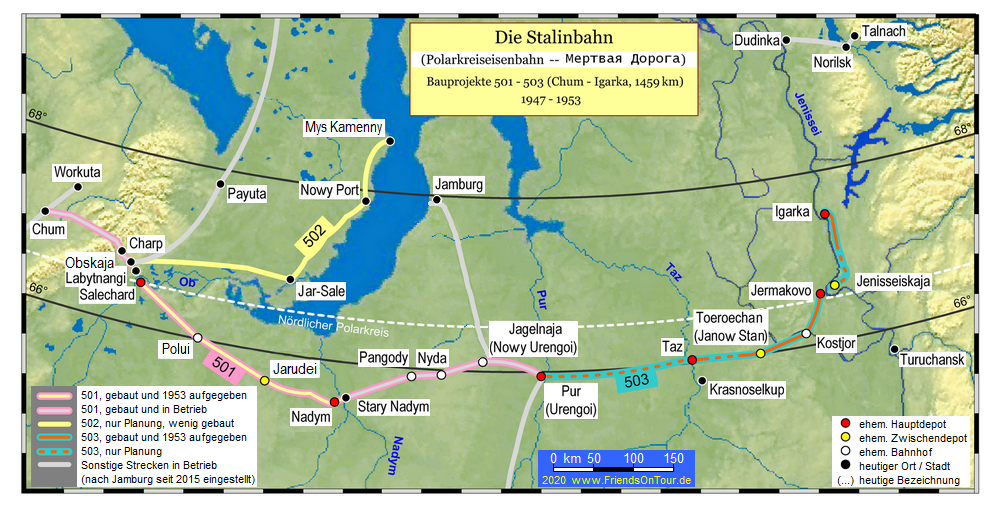
Carte montrant le projet du chemin de fer Salekhard-Igarka et ses parties réalisées

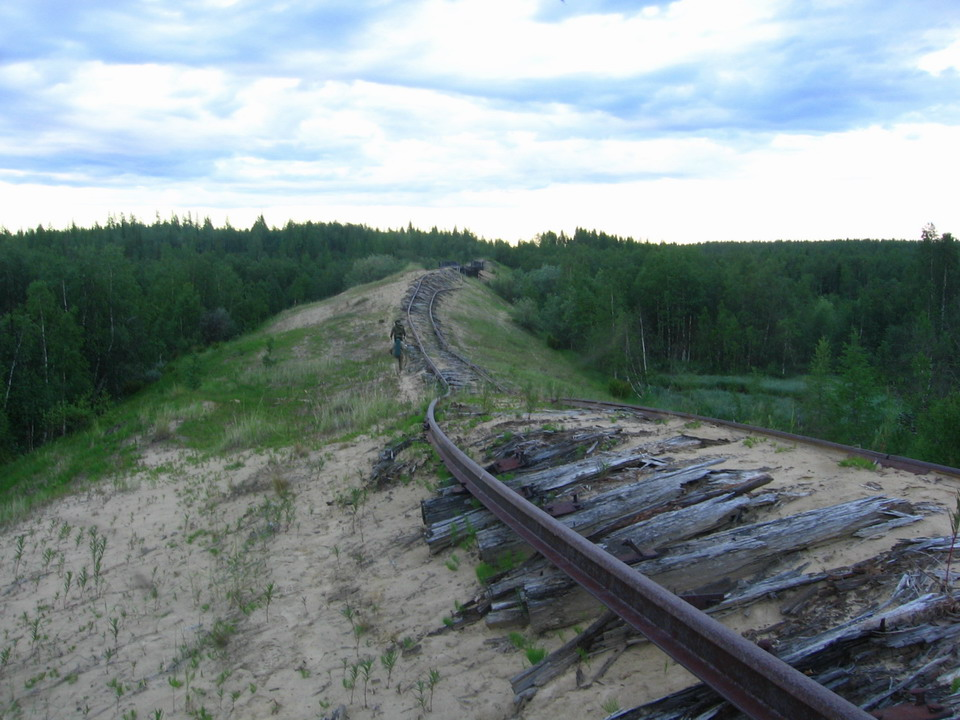
Voie ferrée entre Salekhard et Nadym

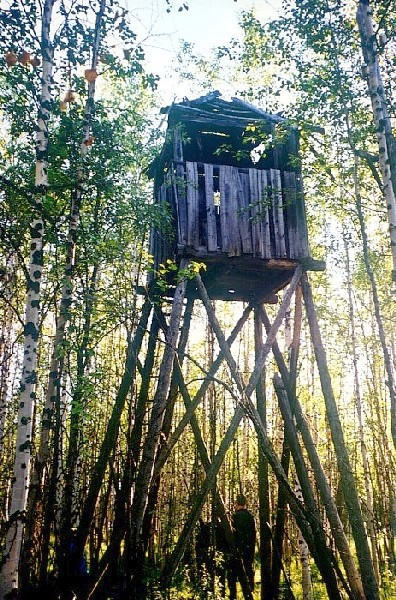
Mirador près de Touroukhansk, camp de travail n° 503.

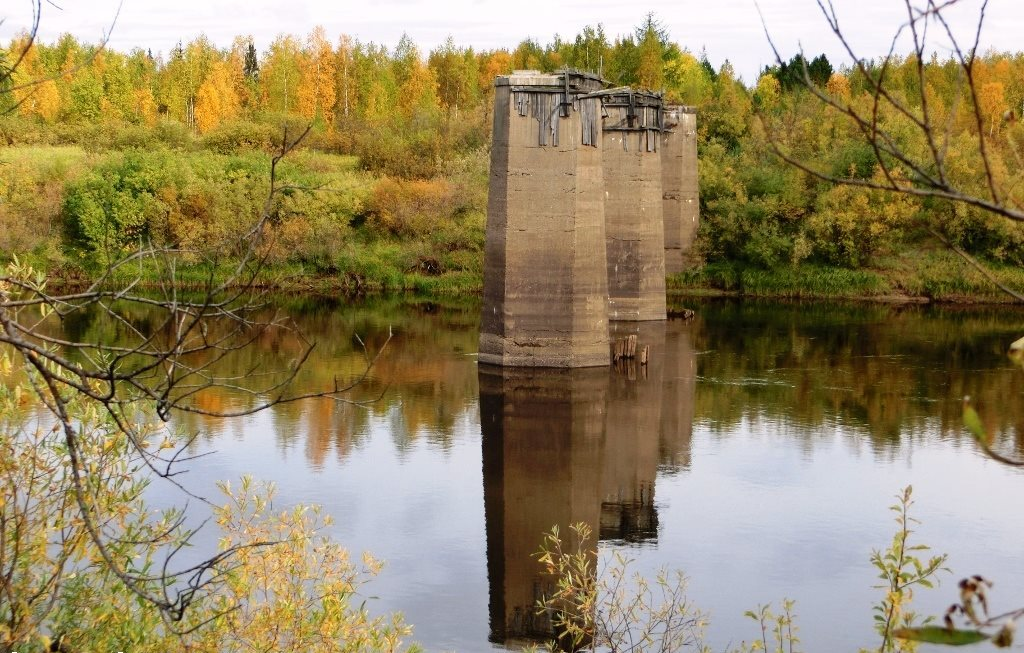
Pile de pont sur la Touroukhan (Yanov Stan, Turukhansky)

Le chemin de fer Salekhard-Igarka ou magistrale transpolaire (en russe : Трансполярная магистраль, Transpoliarnaïa maguistral), également nommée Voie ferrée 501, Chemin de fer de la mort, Route de la Mort, Route morte ou encore Voie morte, est un projet ferroviaire dans le nord de la Sibérie, entre les villes de Salekhard (Iamalie) et d'Igarka (krai de Krasnoïarsk), le long du cercle polaire arctique. Destinée à désenclaver les territoires les plus à l'est de l'Union soviétique, cette voie ferrée de 1 297 km de longueur fut mise en chantier en 1949, mais le projet fut finalement abandonné en 1953, après la mort de Staline. Les travaux furent pour l'essentiel réalisés avec la main-d'œuvre des prisonniers du Goulag, notamment des prisonniers politiques, et coûtèrent des milliers de vies.

## Histoire
Ce chemin de fer devait faciliter l'exportation du nickel de Norilsk et relier les ports en eau profonde d'Igarka et de Salekhard au réseau ferré de l'ouest de l'URSS. Avec le transfert d'une partie de l'industrie soviétique à l'ouest de la Sibérie pendant la Seconde Guerre mondiale, on considérait comme un avantage stratégique l'utilisation des grands fleuves sibériens pour transporter des marchandises jusqu'aux ports de l'océan Arctique. Salekhard était situé sur le fleuve Ob, en aval de Novossibirsk et d'Omsk, et Igarka sur l'Ienisseï, qui s'écoulait vers le nord depuis Krasnoïarsk, Irkoutsk et le lac Baïkal.
La construction du chemin de fer Salekhard-Igarka débuta pendant l'été 1949, sous la direction du colonel V.A. Barabanov. Le 501e camp de travail commença à travailler vers l'est, à partir de Salekhard, tandis que le 503e camp de travail progressait vers l'ouest à partir d'Igarka. Les plans prévoyaient une voie unique de chemin de fer avec 28 gares et 106 voies d'évitement. Comme il n'était pas possible de franchir l'Ob, large de 2,3 km, ni l'Ienisseï, large de 1,6 km, des bateaux devaient être utilisés en été tandis qu'en hiver les trains devaient traverser les fleuves sur la glace grâce à des traverses spécialement renforcées.
Entre 80 000 et 120 000 travailleurs furent, estime-t-on, mobilisés dans le projet. Pendant l'hiver, la construction était entravée par le grand froid, le pergélisol et le manque de nourriture ; en été par le terrain marécageux, les maladies, les moustiques et les taons. Sur le plan technique, les travaux se heurtaient au problème de la construction dans le pergélisol, à une logistique insuffisante, à des délais serrés et au manque de machines. Les remblais du chemin de fer s'enfonçaient lentement dans les marais ou s'érodaient. Le projet souffrit aussi du manque de matériaux. Ainsi les rails provenaient des régions de l'ouest de l'URSS ravagées par la guerre sous la forme de segments de un mètre de longueur, qui étaient ensuite soudés pour obtenir des rails de 10 m.
Alors que les travaux progressaient, il s'avéra que l'intérêt économique de cette voie ferrée était faible. En 1952, des responsables autorisèrent une réduction du rythme de travail sur les chantiers. La construction s'arrêta définitivement en 1953, après la mort de Staline. Au total, 699 km de voie ferrée avaient été achevés pour un coût officiel de 260 millions de roubles, qui fut porté par la suite à près de 2 milliards de roubles de 1953. Une grande partie de l'ouvrage fut rapidement détruite par le gel et des défauts structurels. Au moins onze locomotives et 60 000 tonnes de métal furent abandonnées, les ponts s'effondrèrent ou brûlèrent. Seul le réseau téléphonique resta en service jusqu'au début des années 1980.
La voie ferrée entre Salekhard et Nadym, longue de près de 350 km, fut en service des années 1950 à 1990[réf. nécessaire]. En raison de la hausse du prix de l'acier, les 92 premiers kilomètres de la voie ferrée à partir de Salekhard furent démantelés et recyclés dans les années 1990.